# Maciel (Paraguay)
Maciel es un municipio y ciudad de Paraguay, situada en la zona noroccidental del departamento de Caazapá. Se encuentra localizada a 12 km de la ciudad de Caazapá y a 248 km de Asunción. Con 3 461 habitantes es el municipio menos poblado del departamento.

## Historia
Debe su nombre actual al Coronel Manuel Antonio Maciel, héroe de la guerra del 70
Fue fundada el 17 de diciembre de 1892 como “ San Francisco Cué” (Antiguo San Francisco) por emprendedores italianos dedicados a la explotación de madera. Fue independizada del distrito de Caazapá el 24 de abril de 1918.

## Geografía
Maciel limita con las ciudades de Caazapá al este, con Moisés Bertoni al Sur, con Mbujapey al oeste y al norte con Vicente I. Iturbe.. Es límite departamental entre el Departamento de Caazapá, Guairá y Paraguarí.

## Clima
La temperatura media es de 21 °C, la máxima en verano 37 °C y la mínima en invierno, 1 °C. Está situada en uno de los departamentos que registra mayor nivel de precipitaciones, por lo que la región es excelente para la explotación agropecuaria.

## Economía
La principal actividad de los pobladores es la explotación forestal, además de la cosecha de naranjas y cría de ganadoen los primeros tiempos de fundación hasta 1989 aproximadamente cuando comienza la construcción del Ingenio Azucarero Santa Isabel S.A., que sigue siendo una gran promesa de trabajo para que los hijos Macieleños no migren a otras ciudades buscando un mejor porvenir

## Cultura

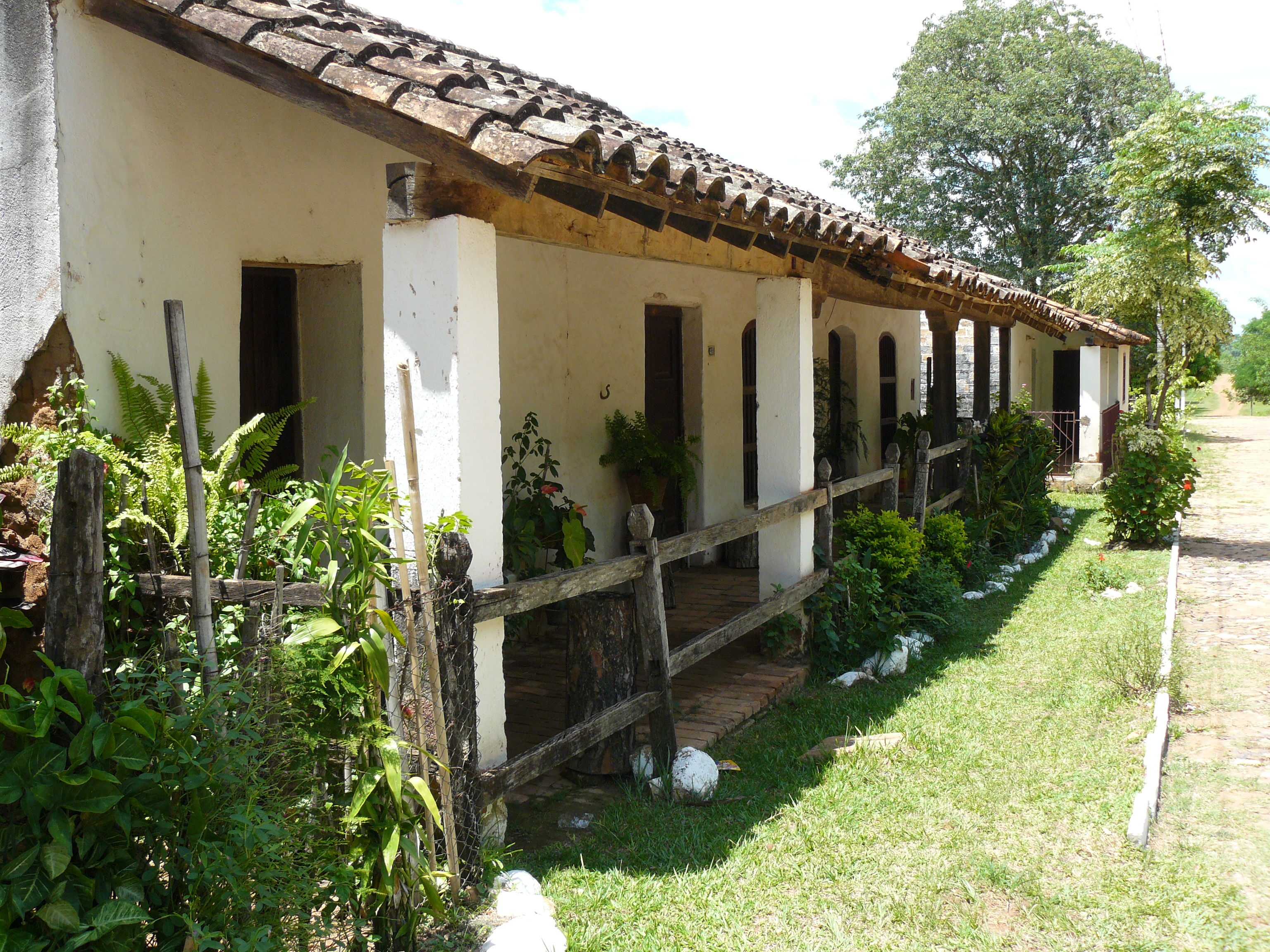
Casa colonial.

El principal atractivo de la zona son sus casas coloniales , que constituyen reliquias de dicha época. La estación de ferrocarril, está ubicada a 10 km de Caazapá, en épocas anteriores, constituía la única vía de comunicación con el resto del país. Su principal atractivo cultural desde el año 2012 es el "Festival de la Estación" realizada en fechas próximas del 24 y 25 de abril en la explanada de la exestación del ferrocarril, cuya principal organización se encuentra a cargo de la Comisión de Apoyo a la Cultura dependiente de la Municipalidad de dicha ciudad, cuyo actual Presidente~Director es el Prof. Justiniano Bareiro Palacios. En la última edición del festival se contó con la presencia de 3500 personas aproximadamente.